# Tobias Kastlunger
 Tobias Kastlunger, né le 9 septembre 1999, est un  skieur alpin italien.

## Biographie
En 2019 à Val di Fassa il est vice-champion du monde juniors de slalom géant.
En 2021 il prend la 10e place du classement général du slalom de la Coupe d'Europe.
Fin mars 2022, il est vice-champion d'Italie de slalom à Sestrières, derrière Alex Vinatzer.
En décembre 2022, il obtient son premier top-10 en coupe du monde en se classant 10e du slalom de Val d'Isère. En février 2023, il participe à ses premiers championnats du monde (seniors), à Courchevel. Il y prend la 7e place du combiné et la 15e du slalom. Fin mars, il est vice-champion d'Italie de combiné à La Thuile, derrière Matteo Franzoso.
En avril 2024, il est vice-champion d'Italie de slalom à Senales derrière Stefano Gross.
En décembre 2024 il obtient un nouveau top-10 en coupe du monde avec une bonne 7e place sur le géant de Val d'Isère. En février 2025, il participe à ses seconds championnats du monde à Saalbach. Il s'y classe 6e du combiné par équipes (il forme l'équipe Italie 2 avec Florian Schieder). En coupe d'Europe, il signe 3 tops-5 ave une 8e place au classement final de la coupe d'Europe de slalom géant.

## Palmarès

### Championnats du monde
| Édition / Epreuve        | Descente | Super G | Slalom géant | Slalom  | Combiné | Combiné par équipe | Parallèle | Team event |
| Mondiaux 2023 Courchevel | -        | -       | -            | 15e     | 7e      | -                  | -         | -          |
| Mondiaux 2025 Saalbach   | -        | -       | -            | Abandon | -       | 6e                 | -         |            |

### Coupe du monde
- Meilleur classement général : 83e en 2024-2025 avec 61 points
- Meilleur classement de slalom : 32e en 2024-2025 avec 61 points
- Meilleur classement de slalom géant : 52e en 2022-2023 avec 8 points

- Meilleur résultat sur une épreuve de Coupe du monde de slalom : 7e à Val d'Isère le 15 décembre 2024

#### Classements
| Saison / Épreuve | Saison / Épreuve | Général | Général | Descente | Descente | Super G | Super G | Slalom géant | Slalom géant | Slalom | Slalom | Combiné | Combiné | Parallèle | Parallèle |
| ---------------- | ---------------- | ------- | ------- | -------- | -------- | ------- | ------- | ------------ | ------------ | ------ | ------ | ------- | ------- | --------- | --------- |
| Saison / Épreuve | Saison / Épreuve | Class.  | Points  | Class.   | Points   | Class.  | Points  | Class.       | Points       | Class. | Points | Class.  | Points  | Class.    | Points    |
| 2023             | 2023             | 113e    | 34      | -        | -        | -       | -       | 52e          | 8            | 39e    | 26     | -       | -       | -         | -         |
| 2024             | 2024             | 97e     | 42      | -        | -        | -       | -       | -            | -            | 34e    | 42     | -       | -       | -         | -         |
| 2024             | 2024             | 83e     | 61      | -        | -        | -       | -       | -            | -            | 32e    | 61     | -       | -       | -         | -         |

### Championnats du monde juniors
| Épreuve / Édition          | Descente | Super G | Slalom géant | Slalom | Combiné | Team event |
| Mondiaux 2019 Val di Fassa | -        | 32e     | Argent       | 27e    | 33e     | -          |
| Mondiaux 2020 Narvik       | 29e      | 28e     | annulé       | annulé | annulé  | annulée    |

### Coupe d'Europe
10 tops-10 dont 4 tops-5

#### Classements
| Saison / Épreuve | Saison / Épreuve | Général | Général | Descente | Descente | Super G | Super G | Géant  | Géant  | Slalom | Slalom | Combiné | Combiné |
| ---------------- | ---------------- | ------- | ------- | -------- | -------- | ------- | ------- | ------ | ------ | ------ | ------ | ------- | ------- |
| Saison / Épreuve | Saison / Épreuve | Class.  | Points  | Class.   | Points   | Class.  | Points  | Class. | Points | Class. | Points | Class.  | Points  |
| 2020             | 2020             | 87e     | 96      | -        | -        | -       | -       | 78e    | 1      | 28e    | 86     | 38e     | 9       |
| 2021             | 2021             | 37e     | 186     | -        | -        | -       | -       | -      | -      | 10e    | 186    | -       | -       |
| 2025             | 2025             | 36e     | 229     | -        | -        | -       | -       | -      | -      | 8e     | 229    | -       | -       |